# LX Pantos
LX Pantos (кор. LX판토스) — южнокорейская компания, предоставляющая международные логистические и транспортные услуги, включая авиа-, морские, автомобильные и железнодорожные перевозки, складские услуги, консультирование в сфере логистики, международную экспресс-доставку, проектную перевозку, услуги терминала и таможенное обслуживание грузов.

## История
- Февраль 1977 года — основание Bumhan Huengsan Corporation.
- 1992 год — смена названия на Pan Korea Express.
- 2006 год — смена названия на Pantos Logistics.
- 2021 год — смена названия на LX Pantos.
- 4 февраля 2025 года объявлено о начале сотрудничества с Ocean Network Express[англ.][2].

## Деятельность
Оказывает услуги производителям электроники, нефтехимикатов, потребительских товаров, строительным и машиностроительным компаниям — посредством представительств в 37 странах Азии, Северной и Южной Америки, Европы, СНГ и Ближнего Востока. Оперирует более чем 425 тыс. м² складских площадей. Штат компании составляет около 10 000 сотрудников.
LX Pantos — крупнейшая логистическая компания Южной Кореи. В рейтинге 3PL компаний, издаваемом Armstrong & Associates Inc., по состоянию на 2011 год занимала 27-е место в мире по обороту и 12-е место в мире среди экспедиторов с учётом объёмов перевозимых грузов.